# Санбенито

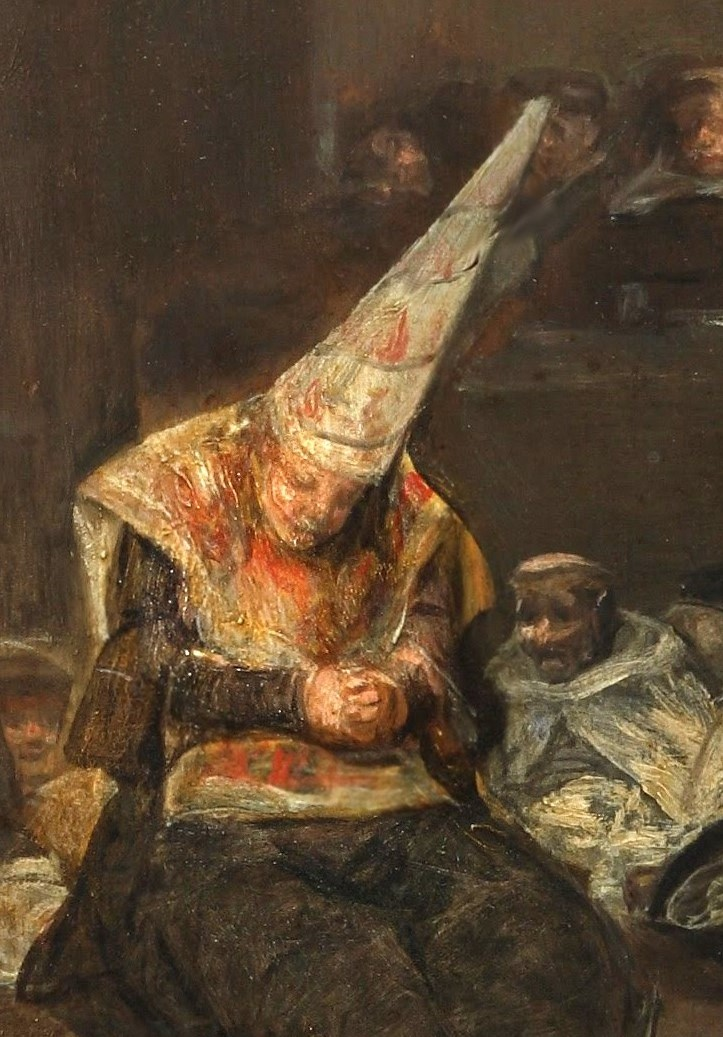
Еретик в санбенито на суде инквизиции («Аутодафе», Франсиско Гойя, 1819)

Санбенито (исп. sambenito) — позорная одежда осуждённых испанской и португальской инквизицией на аутодафе, прямоугольный кусок жёлтой ткани с отверстием для головы в центре и рисунками красного цвета. Длина накидки варьировалась от пояса до колен. Для осуждённых к «лёгким» наказаниям на одежде спереди и сзади рисовался красный андреевский крест. Одежда осуждённых на смерть «украшалась» изображениями костра с горящей головой или бюстом и карикатурными бесами и демонами. На голову смертникам надевался высокий бумажный колпак наподобие капирота, также разрисованный бесами.

## История и этимология
Первоначально похожие накидки с крестами носили монахи в знак покаяния. «San Benito» на испанском означает «святой Бенито», это название, вероятно, происходит от имени святых Бенедикта Мавра или Бенедикта Нурсийского, реформатора монашества и учредителя ордена бенедиктинцев. В пользу этого говорит и существование топонима San Benito. По другой версии, название происходит от saco bendito — «благословенный мешок». Америко Кастро настаивает, что вторая версия неверна.

## Описание и использование
Для осуждённых инквизицией существовало три основных типа накидок.
На накидке нераскаявшихся еретиков, приговорённых к сожжению заживо, изображался костёр с головой или бюстом человека и демонами над ним.
Раскаявшимся, но приговорённым к смерти еретикам, например «рецидивистам», полагался рисунок пламени, обращенного языками вниз. Это означало, что перед сожжением они будут милосердно удавлены, не отлучены от церкви и не обязательно попадут в ад.
Если еретик не был осуждён на смерть, на его накидке был красный андреевский крест. Косой крест вместо обычного ввёл кардинал Франсиско Хименес де Сиснерос в 1514 году, чтобы одежда осуждённых не походила на одежду монахов и крестоносцев. Такие осуждённые часто приговаривались к ношению своей позорной накидки длительное время по определённым дням. После истечения срока наказания накидка с именем вывешивалась в церкви. Поскольку именно эта накидка не сгорала в костре и была знаком покаяния, то часто именно она и называлась санбенито.
- Три типа санбенито на гравюрах Корнелиса Вермюлена[англ.] к книге Габриеля Деллона о португальской инквизиции в Гоа, 1688

Три типа санбенито на гравюрах Корнелиса Вермюлена к книге Габриеля Деллона о португальской инквизиции в Гоа, 1688
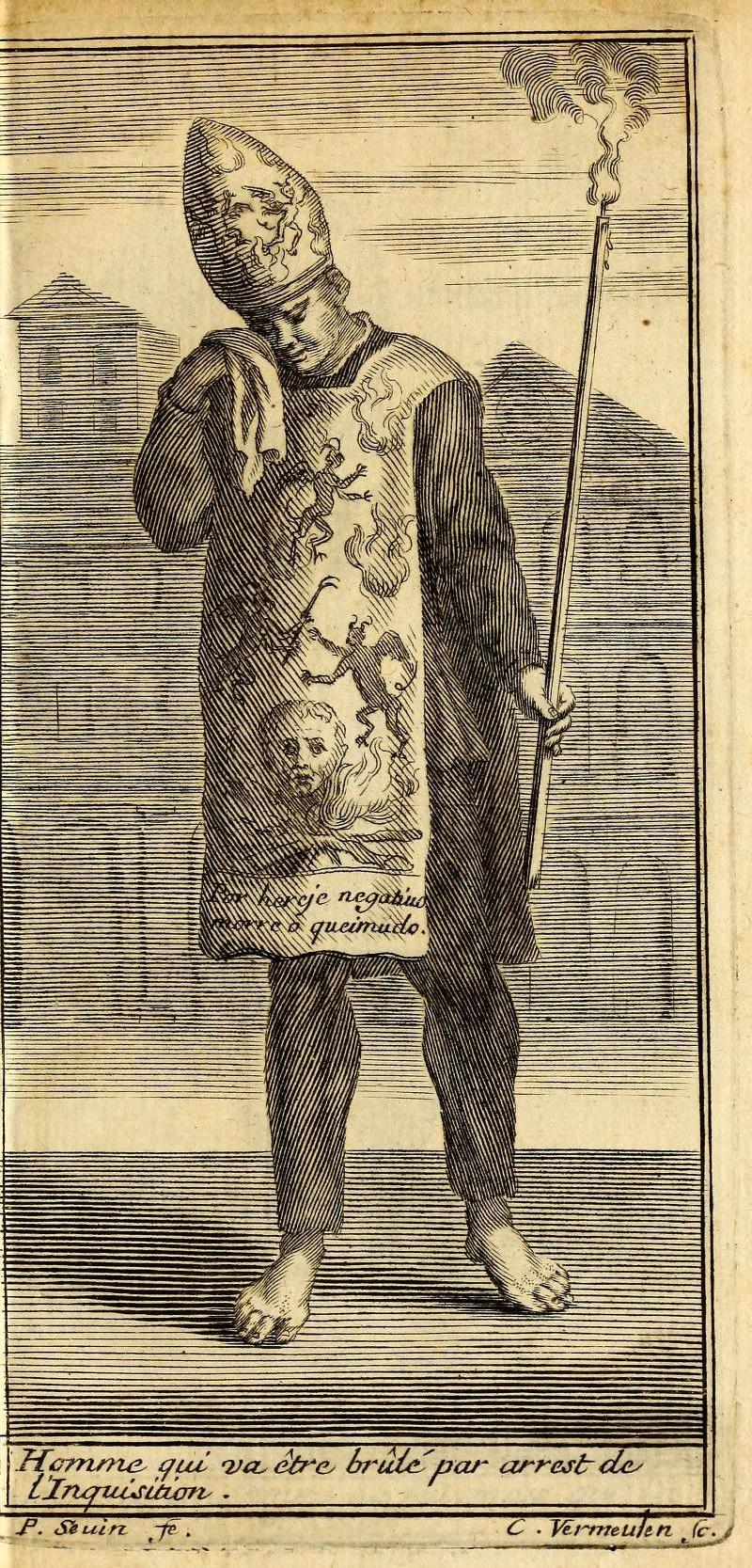
Нераскаявшийся еретик, приговорённый к сожжению заживо
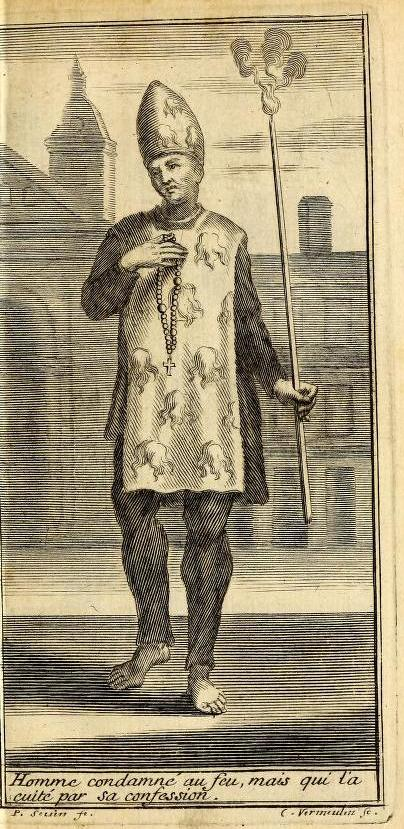
Раскаявшийся еретик, приговорённый к сожжению после удушения
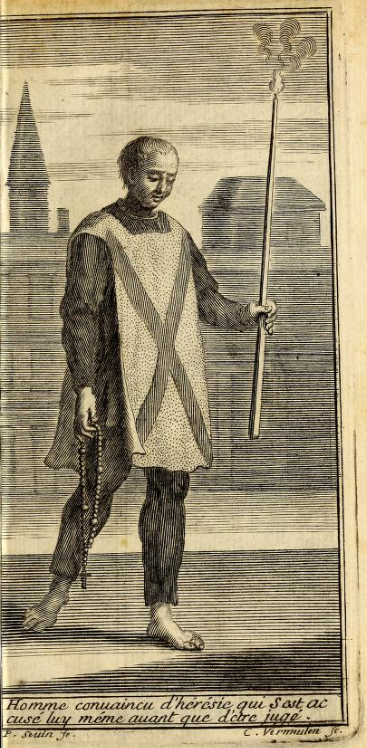
Раскаявшийся еретик, не получивший смертного приговора

На аутодафе босые еретики в санбенито и капиротах с длинными свечами в руках проходили длинной процессией перед толпой народа, после чего публично каялись и выслушивали свои приговоры. Завершалось мероприятие публичным сожжением нераскаявшихся.

## Санбенито в церквях

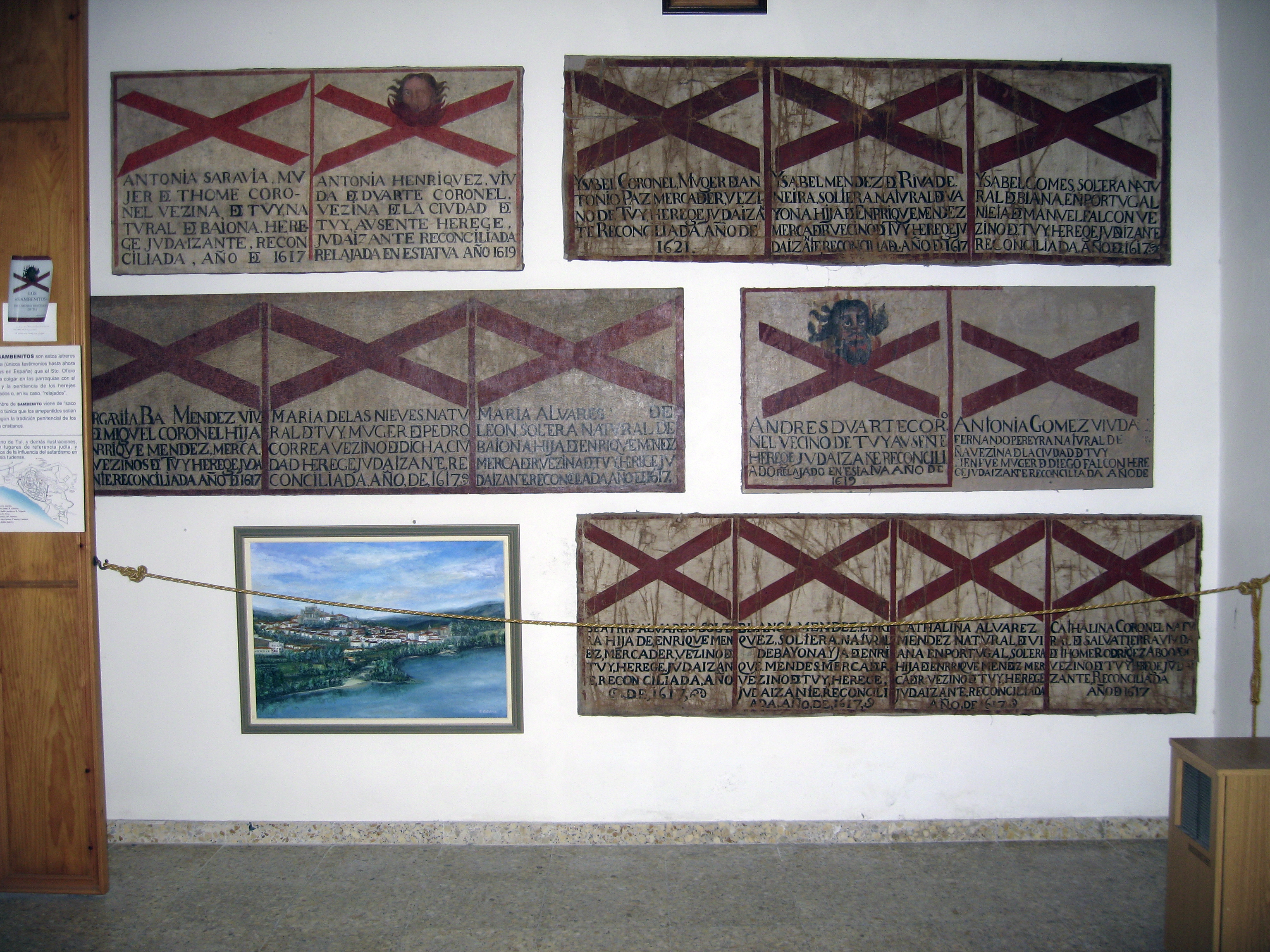
Символические санбенито XVII века с именами и преступлениями осуждённых, которые вывешивались в церквях. Епархиальный музей муниципалитета Туй (Понтеведра)

После исполнения наказания санбенито, а впоследствии — их уменьшенные копии (las mantetas — одеяла) с именами и преступлениями осуждённых вывешивались в церквях. Это считалось большим позором и приводило к поражению в правах не только осуждённых, но также их родственников и потомков, которые не могли занимать государственные должности. Против такой практики протестовали родственники, другие прихожане и настоятели церквей, на которых косвенно распространялся позор. Однако инквизиция продолжала эту практику до конца XVIII века.